# Полидект (царь Спарты)
Полиде́кт (др.-греч. Πολῠδέκτης) — полулегендарный царь Спарты из рода Еврипонтидов. Сын Евнома (по Геродоту, сын Пританида), старший брат Ликурга, потомок Прокла в шестом колене (по Эфору и Диевхиду). Вскоре после воцарения умер, оставив жену беременной.